# André Weber
Pour les articles homonymes, voir Weber.
André Weber est un acteur français, né le 1er mai 1928 à Colmar et mort le 28 juin 1996 à Corbeil-Essonnes.

## Biographie
Il est connu pour ses rôles dans Razzia sur la chnouf avec le personnage de Li Chan, La Horse dans celui de Bien-Phu, Le Professionnel dans le rôle du clochard et dans Le Pacha avec le rôle d'Émile Vergnes, dit « le Génois ».
Il est mort, à Corbeil-Essonnes, le 28 juin 1996 à 68 ans.

## Filmographie

### Cinéma
- 1955 : Razzia sur la chnouf d'Henri Decoin : Li Chan (prononcé Lichan) l'antiquaire, l'homme à la fumerie d'opium
- 1955 : Chantage de Guy Lefranc : Gilbert
- 1956 : Fernand cow-boy de Guy Lefranc : Milk-Bar, un homme de Walter Black
- 1956 : L'Affaire des poisons d'Henri Decoin
- 1956 : Les Hussards d'Alex Joffé
- 1956 : Action immédiate de Maurice Labro : Friedi Fulger, le photographe
- 1957 : Ce joli monde de Carlo Rim : "Cure-Dent"
- 1958 : La Moucharde de Guy Lefranc : Jeannot
- 1958 : Et ta sœur de Maurice Delbez
- 1958 : Suivez-moi jeune homme de Guy Lefranc
- 1958 : Le Fauve est lâché de Maurice Labro : Walter
- 1959 : La Nuit des traqués de Bernard-Roland
- 1959 : Le Travail, c'est la liberté de Louis Grospierre : Le gardien
- 1960 : Le Pain des Jules de Jacques Séverac
- 1960 : Touchez pas aux blondes de Maurice Cloche
- 1960 : La Famille Fenouillard d'Yves Robert : Nanca
- 1961 : Les Trois Mousquetaires : Les Ferrets de la reine de Bernard Borderie : Bazin
- 1961 : Les Trois Mousquetaires : La Revanche de Milady de Bernard Borderie : Bazin
- 1961 : Cause toujours, mon lapin de Guy Lefranc
- 1961 : Le Monte-charge de Marcel Bluwal : un homme se disputant au bar
- 1962 : Ballade pour un voyou de Claude-Jean Bonnardot : l'homme des "Surplus"
- 1963 : OSS 117 se déchaîne d'André Hunebelle
- 1963 : Coplan prend des risques de Maurice Labro : Legeay
- 1964 : Les Barbouzes de Georges Lautner : Rossini,  le « fidèle Rudolph », secrétaire de Benard Shah
- 1964 : Le Majordome de Jean Delannoy : Pellegrini
- 1964 : Compartiment tueurs de Costa-Gavras : l'ivrogne
- 1966 : Brigade antigangs de Bernard Borderie
- 1966 : Martin soldat de Michel Deville : le résistant chauffeur
- 1968 : Le Pacha de Georges Lautner : Émile Vergnes, dit "Le Génois"
- 1968 : Ho ! de Robert Enrico : "La Prâline"
- 1969 : Une veuve en or de Michel Audiard : le sacristain
- 1970 : La Horse de Pierre Granier-Deferre : Bien-Phu
- 1971 : Un cave de Gilles Grangier : Marcel Laigneau, dit "Marcel le Dingue"
- 1972 : Au rendez-vous de la mort joyeuse de Juan Buñuel : Kleber
- 1973 : Le Désir et la volupté de Julien Saint-Clair
- 1973 : Le Magnifique de Philippe de Broca : Le plombier
- 1977 : Cet obscur objet du désir de Luis Buñuel : le valet
- 1977 : La Jument vapeur de Joyce Bunuel
- 1979 : West Indies ou les nègres marrons de la liberté de Med Hondo
- 1981 : Le Professionnel de Georges Lautner : le clochard "associé"
- 1988 : Cinq jours en juin de Michel Legrand : Docteur Robert

### Télévision
- 1958 : Misère et noblesse d'Eduardo Scarpetta, réalisation Marcel Bluwal
- 1961 : Le Théâtre de la jeunesse : Gaspard ou le petit tambour de la neige de Claude Santelli, réalisation Jean-Pierre Marchand
- 1961 : Le Théâtre de la jeunesse : Le Capitaine Fracasse d'après Le Capitaine Fracasse de Théophile Gautier, réalisation François Chatel
- 1962 : L'inspecteur Leclerc enquête de Marcel Bluwal, épisode "L'Inconnu du téléphone"
- 1964 : Les Cinq Dernières Minutes, épisode  Sans fleurs, ni couronnes de Claude Loursais
- 1964 : Le Théâtre de la jeunesse : La Sœur de Gribouille d'après La Sœur de Gribouille de la comtesse de Ségur, réalisation en 2 parties Yves-André Hubert
- 1967 : En votre âme et conscience, épisode : Entre deux heures du matin et neuf heures et demi le soir de  Jean Bertho
- 1968 : Les Cinq Dernières Minutes, épisode Les Enfants du faubourg de Claude Loursais
- 1968 : Cinq jours d'automne de Pierre Badel
- 1969 : Agence Intérim (épisode "Henri III"), série télévisée de Marcel Moussy et Pierre Neurisse : 1er garde du corps
- 1969 : Café du square, feuilleton de Louis Daquin : Peignot
- 1970 : Au théâtre ce soir : Et l'enfer Isabelle ? de Jacques Deval, mise en scène Jacques Mauclair, réalisation Pierre Sabbagh, Théâtre Marigny
- 1972 : Les Cinq Dernières Minutes, épisode Le diable l'emporte de Claude Loursais
- 1973 : L'Alphoméga feuilleton de Lazare Iglesis : Biceps
- 1975 : Les Cinq Dernières Minutes, épisode Le lièvre blanc aux oreilles de Claude Loursais : Adrien
- 1976 : Nick Verlaine ou Comment voler la Tour Eiffel de Claude Boissol, épisode : Soyez bons pour les aninaux
- 1976 : Les Cinq Dernières Minutes, épisode Les Petits d'une autre planète de Claude Loursais : Du Bellay
- 1976 : Les Douze Légionnaires de Bernard Borderie
- 1977 : Les Cinq Dernières Minutes, épisode Le Goût du pain de Claude Loursais : Le pêcheur
- 1977 : Un juge, un flic de Denys de La Patellière, première saison (1977), épisode : Flambant neuf
- 1978 : Au théâtre ce soir : Le Bon Numéro d'Eduardo De Filippo, mise en scène Jacques Fabbri, réalisation Pierre Sabbagh, Théâtre Marigny
- 1978 : Messieurs les Jurés "L'Affaire Heurteloup" de Boramy Tioulong
- 1979 : Charles Clément, canut de Lyon (écrit par Jean-Dominique de la Rochefoucauld), de Roger Kahane : Charles Clément
- 1979 : Les Cinq Dernières Minutes, épisode Mort à la criée de Claire Jortner : Éric
- 1979 : Médecins de nuit de Pierre Lary, épisode : Les Margiis (série télévisée)
- 1980 : Au théâtre ce soir : Feu Toupinel d'Alexandre Bisson, mise en scène Jacques Fabbri, réalisation Pierre Sabbagh, Théâtre Marigny
- 1981 : L'Ennemi de la mort de Roger Kahane  : Mériol
- 1981 : Sans Famille de Jacques Ertaud - Le passeur
- 1981 : Les Cinq Dernières Minutes de Claude Loursais, épisode L'écluse du temple'
- 1982 : Les Dames à la licorne de Lazare Iglesis
- 1982 : Commissaire Moulin - épisode #2.4 Le Patron (série) : Philippe Delcroix
- 1984 : Irène et Fred de Roger Kahane
- 1986 : Julien Fontanes, Magistrat "Jamais rien à Coudeuvres" de Roger Kahane : Fernand
- 1989 : Les Enquêtes du commissaire Maigret, épisode : L'Amoureux de Madame Maigret de James Thor
- 1989 : Les Cinq Dernières Minutes : Les Chérubins ne sont pas des anges de Jean-Pierre Desagnat
- 1992 : Mademoiselle Fifi ou Histoire de rire, téléfilm de Claude Santelli : le père Milon

## Théâtre
- 1954 : Le Fantôme d'après Plaute, mise en scène Jacques Fabbri, Théâtre de l'Atelier
- 1955 : La Famille Arlequin de Claude Santelli, mise en scène Jacques Fabbri, Théâtre du Vieux-Colombier
- 1956 : La Famille Arlequin de Claude Santelli, mise en scène Jacques Fabbri, Théâtre Antoine
- 1956 : Jules de Pierre-Aristide Bréal, mise en scène Jacques Fabbri, Théâtre Antoine
- 1956 : Misère et Noblesse d'Eduardo Scarpetta, mise en scène Jacques Fabbri, Théâtre de l'Alliance française
- 1958 : Lope de Vega de Claude Santelli, mise en scène Jacques Fabbri, Théâtre de la Renaissance
- 1959 : Becket ou l'Honneur de Dieu de Jean Anouilh, mise en scène de l'auteur et Roland Piétri, Théâtre Montparnasse
- 1959 : Sergent je vous aime d'Ira Levin, mise en scène Jacques Fabbri, Théâtre Sarah-Bernhardt
- 1960 : Une demande en mariage de Simone Dubreuilh, mise en scène Michel de Ré, Théâtre de l'Alliance française
- 1961 : Va donc chez Thorpe de François Billetdoux, mise en scène Antoine Bourseiller, Studio des Champs-Élysées
- 1962 : Axel d'Auguste Villiers de l'Isle-Adam, mise en scène Antoine Bourseiller, Studio des Champs-Élysées
- 1962 : Chemises de nuit d'Eugène Ionesco, François Billetdoux et Jean Vauthier, mise en scène Antoine Bourseiller, Théâtre des Champs-Élysées
- 1962 : Dans la jungle des villes de Bertolt Brecht, mise en scène Antoine Bourseiller, Théâtre des Champs-Élysées
- 1963 : Et l'enfer Isabelle ? de Jacques Deval, mise en scène Claude Sainval, Comédie des Champs-Élysées
- 1963 : Les Fourberies de Scapin de Molière, mise en scène Jo Tréhard, Comédie de Caen
- 1964 : Comment va le monde, Môssieu ? Il tourne, Môssieu de François Billetdoux, mise en scène de l'auteur, Théâtre de l'Ambigu
- 1964 : Il faut passer par les nuages de François Billetdoux, mise en scène Jean-Louis Barrault, Odéon-Théâtre de France
- 1965 : Hommes et pierres de Jean-Pierre Faye, mise en scène Roger Blin, Odéon-Théâtre de France
- 1965 : L'Amérique de Max Brod d'après Franz Kafka, mise en scène Antoine Bourseiller, Odéon-Théâtre de France
- 1965 : Des journées entières dans les arbres de Marguerite Duras, mise en scène Jean-Louis Barrault, Odéon-Théâtre de France
- 1966 : Les Paravents de Jean Genet, mise en scène Roger Blin, Odéon-Théâtre de France
- 1966 : Henry VI de William Shakespeare, mise en scène Jean-Louis Barrault, Odéon-Théâtre de France
- 1967 : Henry VI de William Shakespeare, mise en scène Jean-Louis Barrault, Théâtre de la Porte-Saint-Martin
- 1967 : Opéra pour un tyran d'Henri-François Rey, mise en scène André Barsacq, Théâtre de l'Atelier
- 1968 : Les Treize Soleils de la rue Saint-Blaise d'Armand Gatti, mise en scène Guy Rétoré, Théâtre de l'Est parisien
- 1970 : Jarry sur la butte (d'après les œuvres complètes d'Alfred Jarry), mise en scène Jean-Louis Barrault, Élysée Montmartre
- 1972 : Santé publique de Peter Nichols, mise en scène Jean Mercure, Théâtre de la Ville
- 1973 : L'Île pourpre de Mikhaïl Boulgakov, mise en scène Jorge Lavelli, Théâtre de la Ville
- 1974 : Timon d'Athènes de William Shakespeare, mise en scène Peter Brook, Théâtre des Bouffes du Nord
- 1974 : Hölderlin de Peter Weiss, mise en scène Bernard Ballet et Marcel Maréchal, Festival d'Avignon
- 1984 : La Dernière Classe de Brian Friel, mise en scène Jean-Claude Amyl, Théâtre des Mathurins
- 1986 : Le Résident de Sławomir Mrożek, mise en scène Georges Werler, Théâtre des Mathurins
- 1987 : Une chambre sur la Dordogne de Claude Rich, mise en scène Jorge Lavelli, Théâtre Hébertot
- 1990 : Greek (à la Grecque) de Steven Berkoff, mise en scène Jorge Lavelli, Théâtre national de la Colline
- 1991 : Les Comédies barbares de Ramón María del Valle-Inclán, mise en scène Jorge Lavelli, Festival d'Avignon
- 1992 : Les Comédies barbares de Ramón María del Valle-Inclán, mise en scène Jorge Lavelli, Théâtre national de la Colline, Théâtre de Nice, Théâtre des Treize Vents
- 1992 : Greek (à la Grecque) de Steven Berkoff, mise en scène Jorge Lavelli, Théâtre national de la Colline

## Distinctions
- 1964 : Prix du Syndicat de la critique : meilleur comédien pour Comment va le monde, Môssieu ? Il tourne, Môssieu au Théâtre de l'Ambigu